# Mallorca Challenge 2008
Die 15. Mallorca Challenge ist eine Serie von Eintagesrennen mit inoffizieller Gesamtwertung, die vom 10. bis zum 14. Februar 2008 stattfand. Die fünf Eintagesrennen haben eine Gesamtdistanz von 742,8 km. Jedes einzelne Rennen ist Teil der UCI Europe Tour 2008 und dort in die Kategorie 2.1 eingestuft.

## Rennen
| Rennen                       | Tag         | Start – Ziel              | km    | Etappensieger          | Führender        |
| ---------------------------- | ----------- | ------------------------- | ----- | ---------------------- | ---------------- |
| Trofeo Mallorca              | 10. Februar | Palma – Palma             | 100   | Philippe Gilbert       | Philippe Gilbert |
| Trofeo Cala Millor-Cala Bona | 11. Februar | Cala Millor – Son Servera | 162,7 | Graeme Brown           | Graeme Brown     |
| Trofeo Pollença              | 12. Februar | Pollença – Port d’Alcúdia | 168,4 | José Joaquín Rojas Gil | Philippe Gilbert |
| Trofeo Sóller                | 13. Februar | Inca – Inca               | 162,4 | Philippe Gilbert       | Philippe Gilbert |
| Trofeo Calvia                | 14. Februar | Magaluf – Palmanova       | 147,3 | Gert Steegmans         | Philippe Gilbert |